# Spancil Hill (plaats)
Spancil Hill of Spancel Hill (Iers: Cnoc Uarchoille) is een gehucht en verspreide nederzetting in County Clare, Ierland. De Ierse naam betekent ‘heuvel van het koude bos’. Bij de vertaling daarvan in het Engels is verwarring opgetreden met het Ierse woord urchall (stuk touw om koe of ander dier in bedwang te houden), waarvoor in het Engels spancel wordt gebruikt.

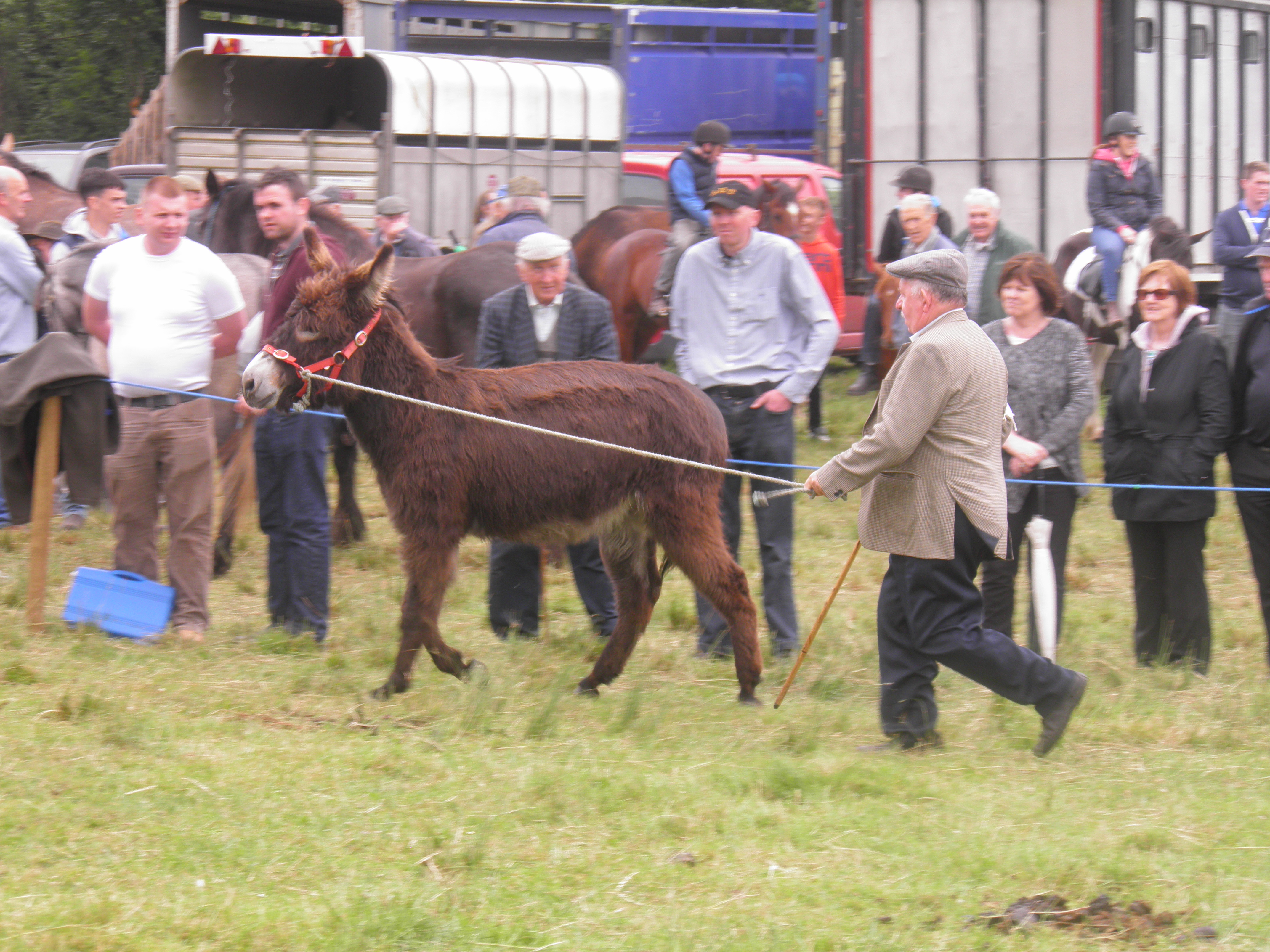
De paardenmarkt

Het oorspronkelijke gehucht ligt bij de Fair Green, waar nog steeds op 23 juni de Spancil Hill Fair gehouden wordt. Deze Fair is de oudste paardenmarkt in Ierland, met een Royal Charter uit 1641.
Het gehucht en de paardenmarkt werden ook bekend door de ballade Spancil Hill, geschreven door Michael Considine (1850-1873). Considine was een emigrant die was geboren in Spancil Hill en terugverlangde naar zijn geboorteplaats. Om economische redenen moest hij echter in de VS blijven.